# Castelul (roman)
Castelul (în germană Das Schloss, scris în unele ediții Das Schloß) este un roman neterminat scris de Franz Kafka (1883–1924) și publicat postum în 1926 de Max Brod la editura Kurt Wolff din München. Lucrarea a fost scrisă în 1922, în germană, limba maternă a lui Kafka, dar a rămas neterminată. 
Narațiunea urmărește traseul absurd al unui personaj denumit „K.”, care se luptă pentru a avea acces la autoritățile misterioase ale unui castel care guvernează un sat din motive necunoscute. Odată cu trecerea timpului, obiectivul lui de a ocupa o slujbă în cadrul „Castelului” se dovedește a fi din ce în ce mai departe de a se concretiza. Kafka a murit înainte de finalizarea romanului, dar a sugerat că s-ar termina cu moartea lui K. în sat; el urma să primească pe patul de moarte o notificare de la castel că "dreptul său legal de a trăi în sat nu era valabil, dar, luându-se în considerare anumite circumstanțe auxiliare, i s-a permis să trăiască și să lucreze acolo". 
Întunecat și uneori suprarealist, Castelul este perceput adesea a trata teme precum înstrăinarea, birocrația, frustrările aparent fără sfârșit ale omului ce încearcă să lupte cu sistemul, precum și încercarea inutilă și fără speranță de a atinge un obiectiv imposibil de obținut. Castelul, acest suprapersonaj central al romanului, a rămas în literatura universală ca un simbol al birocrației alienante, care anihilează orice tentativă a omului de a da un sens propriei existențe.

## Rezumat
Tânărul K. sosește seara într-un sat aflat în preajma Castelului care l-a angajat ca arpentor (Landvermesser). Poposește la un han, dar se confruntă imediat cu amenințarea că va fi evacuat dacă nu prezintă o autorizație. K. își explică statutul de proaspăt arpentor, fapt infirmat, dar apoi confirmat prin telefon de autoritățile Castelului. A doua zi, K. îi întâlnește pe vechii săi secundanți, Artur și Jeremias, deși la început pare să nu-i recunoască. Este contactat de Barnabas, un mesager al Castelului, care îi înmânează o scrisoare oficială de bun venit din partea șefului de birou, domnul Klamm. Protagonistul le cunoaște și pe surorile lui Barnabas, Amalia și Olga, iar cea din urmă îl conduce la „Curtea domnească” (Herrenhof), un han rezervat «doar domnilor de la Castel». K. vrea să se cazeze aici, dar birtașul se împotrivește, lăsând în treacăt să-i scape informația că domnul Klamm se află într-un popas la han. Frieda, o chelneriță de la „Curtea domnească”, îi permite lui K. să îl privească pe Klamm printr-o gaură a ușii și îi mărturisește că este ibovnica acestuia. Prinși în mod spontan în mrejele iubirii, K. și Frieda se îmbrățișează pasional sub tejgheaua barului pentru a nu fi văzuți de birtaș. Chelneriței îi este, în scurt timp, clar că nu mai poate lucra la „Curtea domnească”. Noaptea, cei doi îndrăgostiți și secundanții se instalează în camera Friedei de la „Hanul Podului”. Gardena, birtășița acestui han, căreia Frieda îi este dragă ca o fiică, se opune vehement iubirii dintre cei doi și deplânge căderea tinerei din grațiile lui Klamm. Ea însăși trăiește cu nostalgia unei relații amoroase din trecut cu acest domn al Castelului. K. încearcă să extragă de la Gardena informații prețioase despre misteriosul său șef, dar nu i se oferă decât un portret abscons și mitologizat. Întregul Castel îi este descris ca o instituție administrativă transcendentă.
Între timp, K. îl vizitează pe primarul satului (der Vorsteher), care îi dezvăluie că numirea sa ca arpentor constituie de fapt o eroare, pentru că nu este nevoie la Castel de o asemenea funcție. Ca dovadă, primarul o roagă pe soția sa Mizzi să caute un anumit decret într-un dulap ticsit cu hârtii oficiale, dar eforturile ei se dovedesc sisifice. Cu toate acestea, primarul este capabil să își amintească destul de clar detaliile birocratice care au dus, cu câțiva ani în urmă, la oferta eronată a unui post de arpentor la Castel. Relatarea primarului îl ajută pe K. să întrevadă mai bine «încâlceala ridicolă, care în anumite condiții decide existența unui om». Protagonistul mai află că scrisoarea de la Klamm nu este oficială, deci nu are nicio semnificație, și că telefonul din sat nu poate comunica cu cel din Castel, toate mesajele care i-au parvenit telefonic fiind astfel doar niște iluzii. K. este debusolat. Sacrificiile pe care le-a făcut pentru a părăsi orașul natal, precum și proaspăta sa logodnă cu Frieda nu îi permit să abandoneze atât de repede satul de la poalele Castelului. Presată de rugămințile lui K., Gardena promite să medieze o întrevedere cu Klamm. La inițiativa primarului, învățătorul satului îi propune lui K. un post de om de serviciu la școală. K. refuză, dar revine asupra deciziei la insistențele Friedei, care îi aduce la cunoștință faptul că birtășița nu îl mai poate tolera și îi cere să părăsească hanul. Protagonistul se îndreaptă imediat spre „Curtea domnească”, unde Pepi, noua chelneriță care a luat locul Fridei, îl dirijează greșit spre o sanie despre care crede că ar fi a lui Klamm. K. așteaptă inutil în frig, este ademenit cu coniac de vizitiul saniei și intră într-o mică dispută cu adevăratul proprietar al vehiculului, care își face apariția ceva mai târziu. Intrând înapoi în hanul „Curtea domnească”, protagonistul îl cunoaște pe Momus, secretarul comunal al lui Klamm. Acesta, secundat de un alt musafir neașteptat, birtășița Gardena, îi înscenează un interogatoriu, dar K. reușește să i se sustragă cu succes. La ieșirea din „Curtea domnească”, K. este întâmpinat de secundanți și de Barnabas, care îi înmânează o nouă scrisoare de la Klamm. În textul ei, activitatea de arpentor a protagonistului este descrisă în termeni elogioși, o absurditate evidentă, pentru că el nici măcar nu și-a luat în primire postul. K. îi cere lui Barnabas clarificări din partea șefului său.
Între timp, K., Frieda și secundanții locuiesc într-o sală de gimnastică de la școală. Logodnicii se arată tot mai deranjați de comportamentul infantil și insolent al domnilor Artur și Jeremias. Din cauza frigului de nesuportat al nopții, K. sparge cu securea ușa magaziei de lemne. Dimineața, liniștea celor patru chiriași se năruie sub invazia unor elevi indiscreți și a unei învățătoare isterice, Gisa, care se arată nemulțumită de modul cum servitorii școlii au transformat sala de clasă în propriul dormitor. Mai mult, K. se confruntă și cu furia învățătorului, pentru care spargerea ușii de la magazia de lemne constituie un vandalism inadmisibil. Învățătorul intenționează să îl concedieze imediat, dar K. insistă că această măsură intră în atribuțiile primarului, cel care i-a oferit slujba cu scopul de a-l «împiedica să comită, din disperare, fapte necugetate». Neputincios în fața acestui argument, învățătorul părăsește sala, avertizându-l că lucrurile nu vor rămâne mult timp așa. K. își revarsă la rându-i furia pe secundanți, îi concediază și îi aruncă în stradă. Artur și Jeremias bat cu insistență în ușă pentru a fi din nou acceptați și întind mâinile rugător spre școală. Frieda le susține cu simpatie demersul și mărturisește că îi consideră «trimișii lui Klamm». Relațiile cu Frieda se răcesc progresiv, pe măsură ce ea realizează că nu este decât un instrument folosit de K. pentru a ajunge la fostul ei amant. Ipoteza ei este susținută de interesul pe care protagonistul îl manifestă brusc pentru mama copilului Hans Brunswick, o cunoscută apropiată a Castelului. Indignată, Frieda îl părăsește pe K.
Din dorința de a afla mai mult despre Klamm, K. se apropie de surorile lui Barnabas. Olga îi povestește despre viața dificilă a fratelui ei, cum se străduiește în permanență să fie un bun curier și cum fiecare reproș pe care K. i-l adresează îl face să sufere. Mai mult, Barnabas trăiește mereu într-o stare de incertitudine și neputință, pentru că nici nu știe măcar dacă cel care îl deleagă este Klamm, o sosie sau poate chiar o iluzie. K. susține că Barnabas are tot viitorul înainte și că trebuie să încerce să își croiască un drum prin birocrația Castelului, însă Olga îi atrage atenția că asupra familiei lor apasă un trecut incomod și ostracizant. Cu trei ani înainte, Amalia nu a dat curs avansurilor sexuale ale unui funcționar al Castelului, iar acest refuz a periclitat iremediabil statutul social al întregii familii. Olga compară acest episod din viața surorii cu relația dintre Frieda și domnul Klamm, dar K. ripostează: «Frieda l-a iubit cu adevărat pe Klamm. [...] Îl iubește și azi». Olga mai descrie eforturile uriașe, dar zadarnice, ale tatălui de a reabilita imaginea familiei. Cum nicio cerere adresată Castelului nu le-a dobândit iertarea, tatăl a decis să stea zile întregi pe postamentul de piatră al unui gard aflat lângă drumul ce duce la Castel, astfel încât un funcționar care trece în trăsură l-ar observa poate și i-ar asculta scuzele. Acest deziderat nu s-a împlinit însă, iar tatăl, care s-a îmbolnăvit între timp de reumatism, este îngrijit acum de Amalia.
Ieșind din locuința lui Barnabas, K. îl întâlnește pe Jeremias, care îi dezvăluie că scopul secundanților, stabilit de Galater, un suplinitor al lui Klamm, era să-l înveselească pe noul arpentor, pentru că «prea pune totul la inimă. De abia a ajuns în sat, că a și crezut că e un eveniment nemaipomenit, când de fapt, e o nimica toată.» K. află că Artur depune o plângere împotriva lui la Castel, pentru tratamentul inuman, și că Frieda a reluat slujba de la „Curtea domnească”. Din acest punct, romanul devine din ce în ce mai fragmentat. Într-un capitol, Barnabas planifică o întâlnire între K. și unul din prim-secretarii lui Klamm, Erlanger, dar protagonistul o ratează, adormind la poveștile fastidioase ale funcționarului Bürgel. La finele romanului, Pepi îi relatează lui K. propria teorie despre Frieda: această femeie nu ar fi vrut decât să-și consolideze puterea în fața lui Klamm, arătându-i că nu se rușinează să fugă cu om neînsemnat precum așa-zisul arpentor. În ciuda străduințelor lui Pepi, Klamm nu s-a mai arătat la bufetul de la „Curtea domnească”, ceea ce a scos și mai mult în evidență rolul indispensabil al Friedei la acest han. K. și Pepi nu ar fi fost astfel decât niște instrumente în mâinile abile ale acestei chelnerițe. K. respinge supozițiile lui Pepi, pe care le consideră simple excese de imaginație.

## Personaje
- K. — personajul principal al cărții; nu se cunoaște exact de unde vine și cu ce se ocupa înainte de a ajunge în satul de la poalele Castelului. Se știe doar că a fost angajat ca arpentor de către autoritățile de la Castel, deși ulterior primarul satului îi dezvăluie că numirea sa constituie o eroare birocratică. Hotărârea lui fermă de a-și clarifica situația printr-o discuție cu șeful său, domnul Klamm, se transformă în obsesie, după ce întrevederea îi este refuzată sau amânată în repetate rânduri. K. lucrează ca om de serviciu la o școală și trăiește într-un concubinaj straniu cu Frieda, o chelneriță de la „Curtea domnească”. Singurele contacte cu lumea Castelului, și acelea foarte iluzorii, se realizează prin intermediul mesagerului Barnabas și al unor bizare convorbiri telefonice. De asemenea, lui K. i se permite o singură dată să îl vadă pe Klamm printr-o gaură din ușă și îi întâlnește pe secretarii acestuia, Momus și Erlanger.
- Frieda — chelneriță la hanul „Curtea domnească” și amanta domnului Klamm, ea renunță la situația socială privilegiată pentru a deveni logodnica lui K. Devotamentul ei pentru arpentorul atât de încercat de necazuri este nemărginit. Birtășița Gardena o consideră o victimă a manipulărilor lui K., în timp ce Pepi susține dimpotrivă că Frieda ar fi o intrigantă machiavelică. Simțindu-se neglijată, Frieda îl părăsește pe K. spre sfârșitul romanului și devine iubita lui Jeremias, unul din secundanți.
- Klamm — marele absent al romanului, un important funcționar al Castelului și șeful lui K. Protagonistul nu reușește niciodată, în ciuda străduințelor, să îi vorbească, deoarece Klamm este un om foarte ocupat și activitatea lui, deși necunoscută de cei din sat, are un caracter crucial.
- Artur și Jeremias — secundanții lui K., numiți de Castel pentru a înveseli existența futilă a protagonistului. Tineri, nedisciplinați și copilăroși, cei doi îl incomodează în permanență pe arpentorul mult prea serios ca să mai conștientizeze absurdul situației sale. K. îi concediază în momentul unui exces de furie.
- Barnabas — curierul care îi transmite lui K. scrisori de la Klamm. Un perfecționist obsedat de importanța misiunii sale, Barnabas este, după cum va afla K. mai târziu, abia la începutul carierei de mesager.
- Gardena — birtășița de la „Hanul podului”, o protectoare înfocată a Friedei; îl divinizează pe Klamm și păstrează încă amintirea unei relații amoroase cu acesta. Își disprețuiește soțul, pe Hans, pe care îl consideră leneș, timid și prea tolerant cu dubiosul K. În cadrul mariajului, Gardena reușește să submineze convențiile patriarhale: autoritatea ei o depășește pe cea a soțului, datorită calităților proprii, dar și a relațiilor privilegiate cu Castelul.
- Hans — birtașul de la „Hanul podului”, dominat, la fel ca protagonistul, de voința temperamentalei Gardena. K. crede că Hans «ar fi avut o viață mult mai fericită alături de o fată simplă, a cărei primă dragoste să-i fi fost»[7].
- Olga — sora mai mare a lui Barnabas și a Ameliei; îi dezvăluie lui K. secretul întunecat care apasă asupra familiei. Lunga conversație pe care protagonistul o poartă cu Olga dezvăluie multe detalii despre tradițiile, superstițiile și mentalitatea sătenilor sau despre modul cum aceștia se raportează, stăpâniți de aprehensiune, la viața absconsă a Castelului.
- Amalia — sora mai mică a lui Barnabas; a căzut în dizgrație când a refuzat să devină amanta lui Sortini, un funcționar al Castelului.
- primarul — un om «prietenos, grăsuliu», imobilizat la pat din cauza unui atac de gută, îl primește în audiență pe K. și îi explică de ce Castelul nu are nevoie de un arpentor.
- învățătorul — un bărbat tânăr, scund, dar foarte autoritar; devine superiorul lui K., când acesta este angajat ca om de serviciu la școală. Nu este deloc mulțumit cu activitatea servitorului său, dar nu îi stă în atribuții să îl concedieze.
- Mizzi — soția primarului. Potrivit Gardenei, «[primarul] n-ar putea nici măcar o zi să își păstreze postul, dacă nu ar fi soția lui care controlează totul.»[8]
- domnișoara Gisa — învățătoare tânără și frumoasă, curtată de Schwarzer; se arată foarte deranjată de instalarea dormitorului lui K. în sala de clasă.
- Pepi — cameristă la „Curtea domnească”. O înlocuiește temporar pe Frieda în postul de chelneriță, însă fără succes, deoarece Klamm nu se mai prezintă la bufet ca înainte. Pepi începe să o invidieze pe Frieda și dezvoltă adevărate teorii, conform cărora rivala ei nu încearcă decât să îi manipuleze pe ceilalți pentru a-și spori influența.
- Hans Brunswick — un elev care, înduioșat de tratamentul dur pe care învățătoarea Gisa i-l aplică lui K., se hotărăște să-l ajute. Arpentorul crede că o întâlnire cu părinții acestui copil l-ar putea ajuta să intre în cercurile Castelului.
- Momus — un secretar al lui Klamm; insistă să îl interogheze pe K., dar arpentorul refuză.
- Erlanger — unul din prim-secretarii lui Klamm.
- Schwarzer — fiul unui subadministrator de la Castel; încearcă să îl dea afară din han pe K. chiar în seara sosirii lui în sat, pe motiv că nu are autorizație.
- Gerstäcker — un căruțaș care îl duce pe K. cu sania înapoi la han, la începutul romanului.